# Formation d'Abou Agag
 (janvier 2024).
La formation d'Abou Agag est une formation géologique turonienne située en Égypte et au Soudan. Des traces de fossiles d'ornithischiens indéterminées y ont été signalées.